# Ubľa
Ubľa (rus. Убля – Ublja; w lokalnej gwarze Вубля – Vublja) – wieś (obec) na Słowacji położona w kraju preszowskim, w powiecie Snina. Pierwsze wzmianki o miejscowości pochodzą z roku 1567.
Według danych z dnia 31 grudnia 2012, wieś zamieszkiwały 803 osoby, w tym 436 kobiet i 367 mężczyzn.
W 2001 roku rozkład populacji względem narodowości i przynależności etnicznej wyglądał następująco:
- Słowacy – 64,25%
- Czesi – 1,14%
- Romowie – 1,02%
- Rusini – 19,98%
- Ukraińcy – 12,71%
- Węgrzy – 0,23%

Ze względu na wyznawaną religię struktura mieszkańców kształtowała się w 2001 roku następująco:
- Katolicy rzymscy – 1,7%
- Grekokatolicy – 42%
- Prawosławni – 51,76%
- Ateiści – 2,16%
- Nie podano – 2,38%